# لا کوندامین
لا کوندامین (به لاتین: La Condamine) یک منطقهٔ مسکونی در موناکو است که در Municipality of Monaco واقع شده‌است. لا کوندامین ۳٬۶۹۴ نفر جمعیت دارد.